# Лейдлоу, Стюарт
Стюарт Ралстон Лейдлоу (англ. Stuart Ralston Laidlaw; 2 марта 1877 — 22 ноября 1960, Ванкувер) — канадский игрок в лакросс, чемпион летних Олимпийских игр 1904.
На Играх 1904 в Сент-Луисе Лейдлоу входил в состав первой сборной Канады. Его команда выиграла у команды США и сразу же заняла первое место, выиграв золотые медали.